# Angsana Towers
Las Angsana Towers (conocidas como Damas Towers durante su construcción) es un complejo de dos torres gemelas situadas en la Sheikh Zayed Road de Dubái, Emiratos Árabes Unidos. Las dos torres, Angsana Suites Tower y Angsana Hotel Tower, tienen una altura de 221 metros y 49 plantas cada una y son administradas por Angsana Resorts & Spa.
Angsana Suites Tower, cuya construcción comenzó en 2004, fue completada en 2007 y abrió en febrero de 2008. El edificio contiene 417 unidades residenciales.
La construcción de la segunda torre, Angsana Hotel Tower, comenzó en 2005 y finalizó en 2008. Abrió en junio de 2008 con 364 habitaciones de hotel.